# Illice abala
Illice abala är en fjärilsart som beskrevs av William Schaus 1905. Illice abala ingår i släktet Illice och familjen björnspinnare. Inga underarter finns listade i Catalogue of Life.